# Rökerirondellen

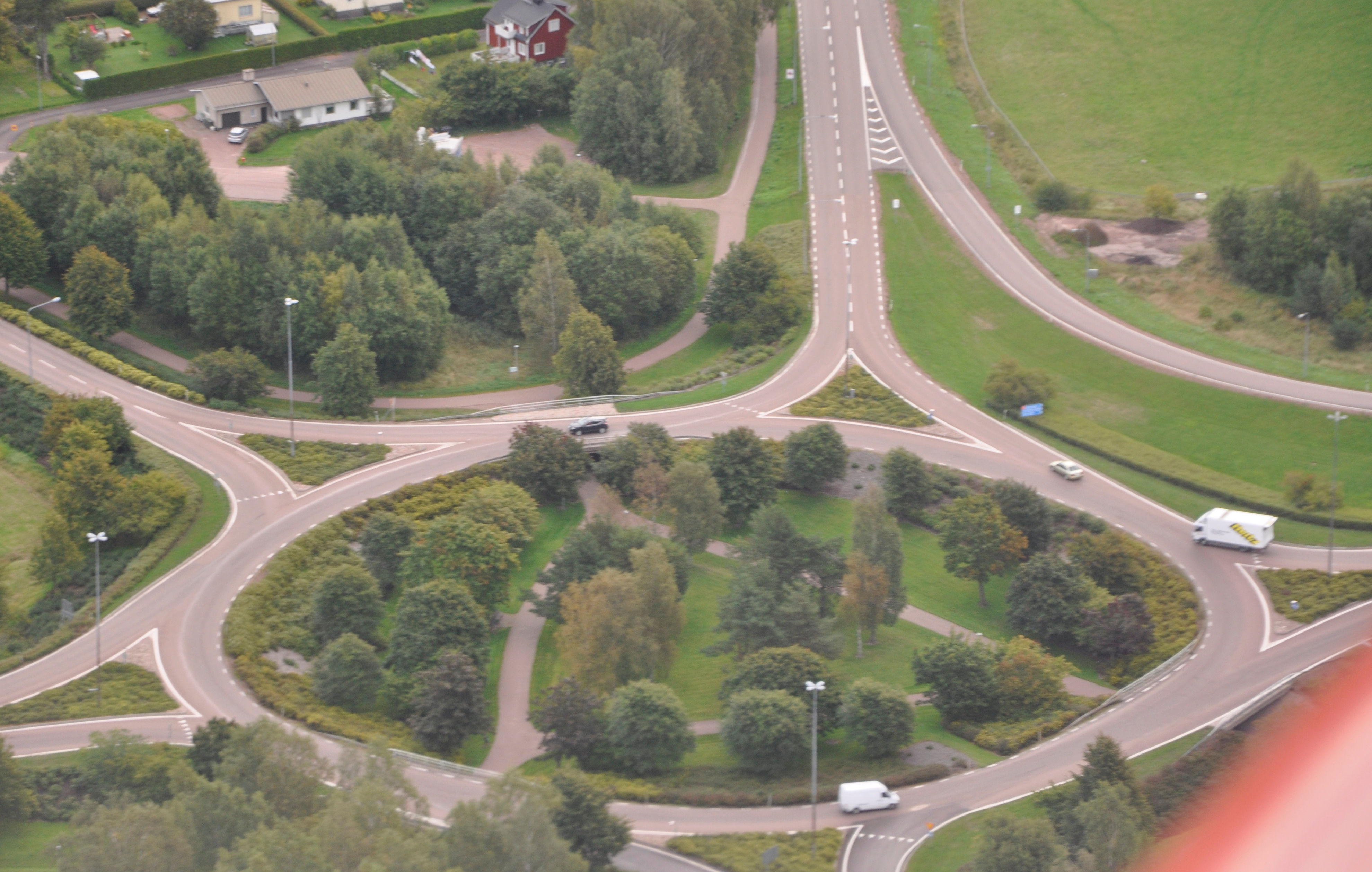
Rökerirondellen sedd från luften 2016.

Rökerirondellen är en cirkulationsplats som ligger i Mariehamn på Åland. Från rondellen utgår Ålands fyra stora huvudvägar: Landskapsväg 1 västerut till Eckerö, Landskapsväg 3 österut till Lemland samt Landskapsväg 2 och Landskapsväg 4 som delar väg norrut fram till Godby och slutar i Vårdö respektive Geta..

## Historik
Rondellen har fått sitt namn från det fiskrökeri som tidigare låg vid platsen söder om Lemlandsvägen. Rökeriet startades 1951 av Knut Strandberg vid rökerikorsningen i Jomala kommun. 1961 inkorporerades området med Mariehamn. Landskapet Åland löste in anläggningen med markområde och korsningen byggdes om till rondell. Därefter blev Knut Strandberg hyresgäst fram till avvecklingen 1990. Byggnaden revs i början av 1990-talet.
Idag finns en korvkiosk precis öster om rondellen, som heter Rökerikiosken men är mera känd som Rökka.